# Henry Rangel Silva
Henry Rangel Silva (* 1961) ist ein venezolanischer Militärangehöriger und Politiker. Er war 2012 für kurze Zeit Verteidigungsminister von Venezuela im Kabinett Hugo Chávez.

## Leben
Rangel Silva war der Befehlshaber des Strategischen Kommandos der Venezolanischen Streitkräfte (Fuerza Armada Nacional Bolivariana).
Rangel Silva war auch der Chef der politischen Polizei Venezuelas (DISIP).
Ihm wird ein Vertrauensverhältnis zu Fuerzas Armadas Revolucionarias de Colombia (FARC) nachgesagt. Laut dem kolumbianischen Magazin Semana soll er seit März 2005 ein persönlicher Freund von Timoleón Jiménez, dem ehemaligen Anführer der Guerilla-Organisation FARC-EP sein. Die Zeitschrift geht davon aus Rangel Silva sei der Verbindungsmann zwischen FARC und venezolanischer Regierung gewesen.
2008 leitete das Finanzministerium der Vereinigten Staaten das Einfrieren aller seiner Konten ein. Er soll die FARC beim Drogenhandel unterstützt haben. Sein Amt als Verteidigungsminister musste er Ende 2012 an den damaligen Kommandeur der Marine, Admiral Diego Molero Bellavia abgeben.